# Jens Lekman
Jens Martin Lekman (ur. 6 lutego 1981 roku w Angered w Szwecji) – szwedzki muzyk indiepopowy. Jego muzyka jest określana jako gitarowy pop, często porównuje się go do Stephina Merritta, Jonathana Richmana, Morrisseya i The Magnetic Fields. W latach 2000–2003 Lekman wydawał swój materiał nieoficjalnie, ukrywając się pod pseudonimem „Rocky Dennis” (zaczerpniętym z filmu Maska).

## Dyskografia

### Albumy
- When I Said I Wanted to Be Your Dog album (2004)
- Oh You're So Silent Jens (2005) zbiór singli i piosenek wcześniej wydanych na EPkach
- Night Falls Over Kortedala (2007)
- I Know What Love Isn't (2012)
- Life Will See You Now (2017)

### EPki
- Maple Leaves EP (2003)
- Rocky Dennis in Heaven EP / Rocky Dennis EP (2004)
- Julie EP / You Are the Light EP (2004)
- Opposite of Hallelujah EP (2005)
- You Deserve Someone Better Than a Bum Like Me (2005)